# Фортеця Ацкурі
Фортеця Ацкурі (груз. აწყურის ციხე, у прямому значенні — «водяне місце») — грузинська середньовічна фортеця на правому березі річки Кура в Боржомській ущелині, приблизно 30 км від міста Боржомі, у мхаре Самцхе-Джавахеті.

## Історія

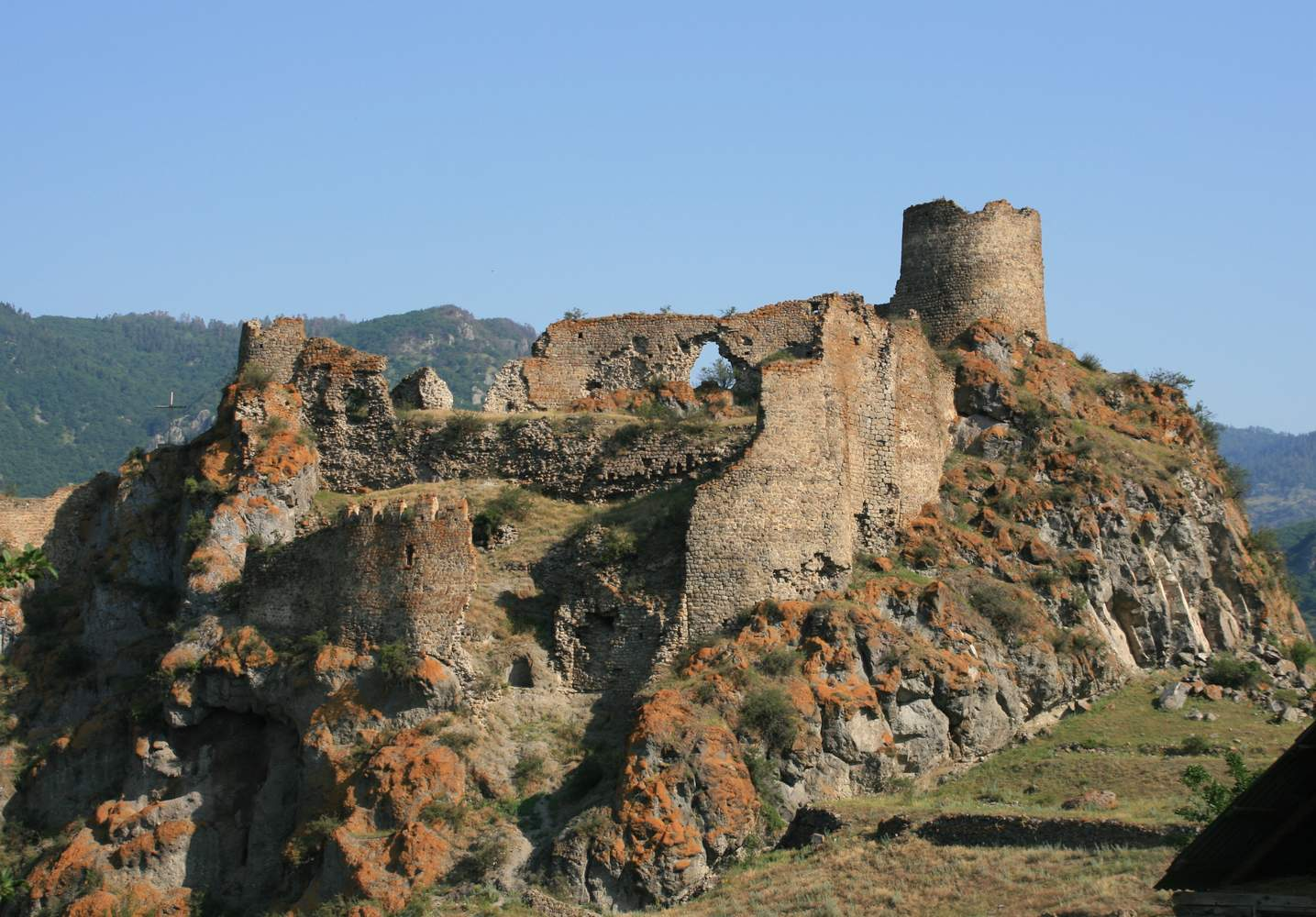
Фортеця Ацкурі

Територія навколо фортеці Ацкурі була заселена ще з давніх часів. Археологічні розкопки виявили могили другого тисячоліття до нашої ери, фінікійські намистини, бронзову зброю та артефакти, браслети, срібні та золоті кільця та гончарні вироби.
Фортеця Ацкурі була однією з найважливіших оборонних споруд Середньовіччя в Грузії. Побудована в X столітті нашої ери на узвишші для контролю долини річки Кура та головної дороги, що сполучає місцевість з півднем Грузії, фортеця використовувалася для цієї мети протягом дев'яти наступних століть. Фортеця Ацкурі була останнім з найбільших укріплень вздовж річки Кура і мала важливе стратегічне значення. Якби вона впала, то південь Грузії був би відкритий для вторгнення ворога.
Фортеця Ацкурі, як і інші частини південної Грузії, була захоплена турками у другій половині XVI століття. Коли Російська імперія завоювала Грузію, і почалася російсько-турецька війна, то це дало початок боротьбі за повернення південних територій Грузії. Фортеця пережила багато битв, одна з визначних була в 1770 році, коли османські захисники зазнали нападу російсько-грузинської армії, яка також пішла проти Ахалцихе — головного османського оплоту в Грузії. У 1829 році об’єднана армія грузинів і росіян остаточно відвоювала фортецю назад.

## Сьогодення

Фортеця Ацкурі

Фортеця та Ацкурський собор, які розташовані 100 км на захід від столиці Тбілісі, відновлюються масштабними темпами під керівництвом Міністерства культури та охорони пам’яток Грузії та Національного агентства з питань збереження культурної спадщини Грузії. З 2015 року, у рамках дворічного проєкту, проходила значна реставрація цих двох пам’яток, пошкоджених через багаторічну занедбаність та природне руйнування. Перші два етапи реабілітаційних робіт були завершені у 2016-2017 роках. Територію очистили від каменів за допомогою спеціальної канатної дороги. Одночасно тривали археологічні розкопки, і в результаті були знайдені залишки церкви. У 2018 році відбулася третя фаза робіт по відновленню фортеці Ацкурі. Роботи з реконструкції спонсорує фонд Карту.